# Faculdade de Economia da Universidade de Coimbra
A Faculdade de Economia da Universidade de Coimbra (FEUC), criada em 1972, é uma das oito faculdades da Universidade de Coimbra (UC), em Coimbra, Portugal. Tal como as outras faculdades, dispõe de considerável autonomia pedagógica e administrativa no seio da UC.

## História
A Faculdade de Economia da Universidade de Coimbra (FEUC), criada em 1972, é uma das oito faculdades que integram a Universidade de Coimbra cuja fundação data de 1290. O seu primeiro curso, Economia, entrou em funcionamento no ano lectivo de 1973/74, tendo-se-lhe seguido as restantes três do elenco actualmente oferecido pela FEUC: Sociologia, Gestão e Relações Internacionais.
Deslocada para fora da colina universitária por manifesta falta de espaço, a FEUC viu-se dotada, nos primeiros anos da década de 1990, de edifícios consideravelmente modernos e funcionais àquela data, expressamente construídos para as actividades de ensino e investigação da faculdade. Estas instalações localizam-se numa zona nobre da cidade – o bairro da Cumeada, nos Olivais –, onde a FEUC passou a dispor de amplo espaço para actividades escolares, de zonas abertas de convívio e de uma considerável área ajardinada. 
Com uma população escolar de cerca de 2.500 alunos, 130 docentes e 40 funcionários, a FEUC dispõe de infraestruturas adequadas aos seus objectivos. O seu corpo docente é, tal como nas demais faculdades da Universidade de Coimbra, altamente qualificado no campo relevante para as suas funções.

## Ensino
Uma das características da FEUC é a sua pluridisciplinaridade, bem patente na diversidade das licenciaturas e estudos pós-graduados que oferece. O seu ensino, que no início contemplava apenas a área da Economia, veio posteriormente a estender se a outros domínios das ciências sociais: Sociologia, Gestão e Relações Internacionais. 
Cada um dos cursos possui um núcleo de estudantes. Estes organizam diversas actividades de carácter lúdico e com o objectivo de integração académica como a Noite dos Horários bem como outras actividades de grande relevo e de complementaridade às actividades científicas e académicas, como seja a organização de conferências, sessões de recrutamento e apresentação de empresas ou ainda o apoio às actividades de recepção e integração dos novos alunos de licenciatura.